# La Clinique du docteur H. (téléfilm, 2004)
Pour plus de détails, voir Fiche technique et Distribution.
Pour les articles homonymes, voir La Clinique du docteur H. (homonymie).
La Clinique du docteur H. (The Cradle Will Fall) est un téléfilm américain réalisé par Rob W. King et diffusé en 2004.

## Synopsis
Après un accident de voiture, Katie de Maio est soignée à la clinique du Docteur Highley.
Par la suite, elle doit s'occuper du décès d'une jeune femme enceinte dont la grossesse était suivie dans ce même établissement.
Le mystérieux Docteur Highley qui gère cette clinique, à l'occasion de l'accueil de Katie, lui a fait quelques examens et estime qu'il va falloir l'opérer.

## Commentaires
- Le roman de Mary Higgins Clark avait déjà été adapté en 1983 à la télévision : Mort suspecte de John Llewellyn Moxey : le docteur avait inventé une formule de jouvence par des moyens peu légaux.

## Fiche technique
- Scénario : John Benjamin Martin, d'après le roman de Mary Higgins Clark
- Durée : 91 min
- Pays :  États-Unis
- Langue : anglais
- Couleur

## Distribution
- Angie Everhart (VF : Brigitte Aubry) : Katie DeMaio
- John Ralston (VF : Emmanuel Gradi) : Dr Richard Carroll
- Philippe Brenninkmeyer (de) (VF : Guillaume Orsat) : Dr Edgar Highley
- William B. Davis : le procureur Alex Myerson
- Alan C. Peterson : l'inspecteur Charley Newkirk
- Stephen Spender : Chris Lewis
- Denis Akayama (en) : Dr Fachita
- Carol Higgins Clark : Molly

 Source et légende : version française (VF) sur RS Doublage